# باتريك جيل
باتريك جيل (بالإنجليزية: Patrick Gill)‏ هو فيزيائي بريطاني، ولد في القرن العشرين.

## وصلات خارجية
- الموقع الرسمي